# Úmluva o pracovních podmínkách (hotely a restaurace, 1991)
Úmluva o pracovních podmínkách (hotely a restaurace) z roku 1991, oficiálně Úmluva o pracovních podmínkách v hotelích, restauracích a podobných zařízeních, je úmluvou Mezinárodní organizace práce přijatou v roce 1991 během 78. mezinárodní konference práce.
Stanovuje standardy pro práci v hotelech a restauracích. Podle úmluvy mají pracovníci právo na „přiměřenou běžnou pracovní dobu“ a „minimální denní a týdenní doby odpočinku“, náhradu (časovou nebo finanční) za práci o svátcích. Dále by měla být v pravidelných intervalech vyplácena základní odměna bez ohledu na spropitné.

## Ratifikace
K únoru 2025 bylo smluvní stranou úmluvy 16 zemí.
| Země                   | Datum              | Status      |
| ---------------------- | ------------------ | ----------- |
| Barbados               | 22. června 1997    | V platnosti |
| Belgie                 | 14. června 2017    | V platnosti |
| Dominikánská republika | 4. června 1998     | V platnosti |
| Fidži                  | 28. května 2008    | V platnosti |
| Guyana                 | 20. srpna 1996     | V platnosti |
| Irák                   | 9. července 2001   | V platnosti |
| Irsko                  | 9. června 1998     | V platnosti |
| Libanon                | 23. února 2000     | V platnosti |
| Lucembursko            | 6. března 2003     | V platnosti |
| Kypr                   | 28. února 1997     | V platnosti |
| Mexiko                 | 7. června 1993     | V platnosti |
| Německo                | 14. listopadu 2006 | V platnosti |
| Rakousko               | 2. května 1994     | V platnosti |
| Španělsko              | 7. července 1993   | V platnosti |
| Švýcarsko              | 15. února 1994     | V platnosti |
| Uruguay                | 6. září 1995       | V platnosti |